# Kościół św. Katarzyny w Gogołowie
Kościół św. Katarzyny w Gogołowie – drewniany, kościół parafialny pw. św. Katarzyny w Gogołowie, w województwie podkarpackim, w powiecie strzyżowskim, w gminie Frysztak. Jego patronką jest św. Katarzyna Aleksandryjska z Egiptu.
Kościół św. Katarzyny został wybudowany w 1672 przez cieślę Stanisława Charchułowicza z inicjatywy ówczesnych dziedziców okolicznych ziem – braci Rojowskich. 
Wzniesiony w tradycji gotyckiej, jednonawowy, orientowany z węższym, trójbocznie zamkniętym prezbiterium, wieżą od strony zachodniej i dwoma niższymi dobudówkami. Dach i ściany kryte są gontem. Remontowany i przebudowywany w XVIII i XIX wieku, nieznacznie uszkodzony w trakcie działań wojennych. Otoczony XIX-wiecznym murem.
Wewnątrz na uwagę zasługują:
- barokowy ołtarz główny z rzeźbą św. Katarzyny (patronki kościoła) oraz obrazem przedstawiającym świętą, rzeźbami Jakuba i Joachima,
- barokowe ołtarze boczne,
- późnogotycka, kamienna chrzcielnica z XVI wieku,
- ambona z XVIII wieku,
- prospekt organowy z XVIII wieku,

Kościół znajduje się na Szlaku Architektury Drewnianej województwa podkarpackiego (trasa VIII - jasielsko-dębicko-ropczycka),

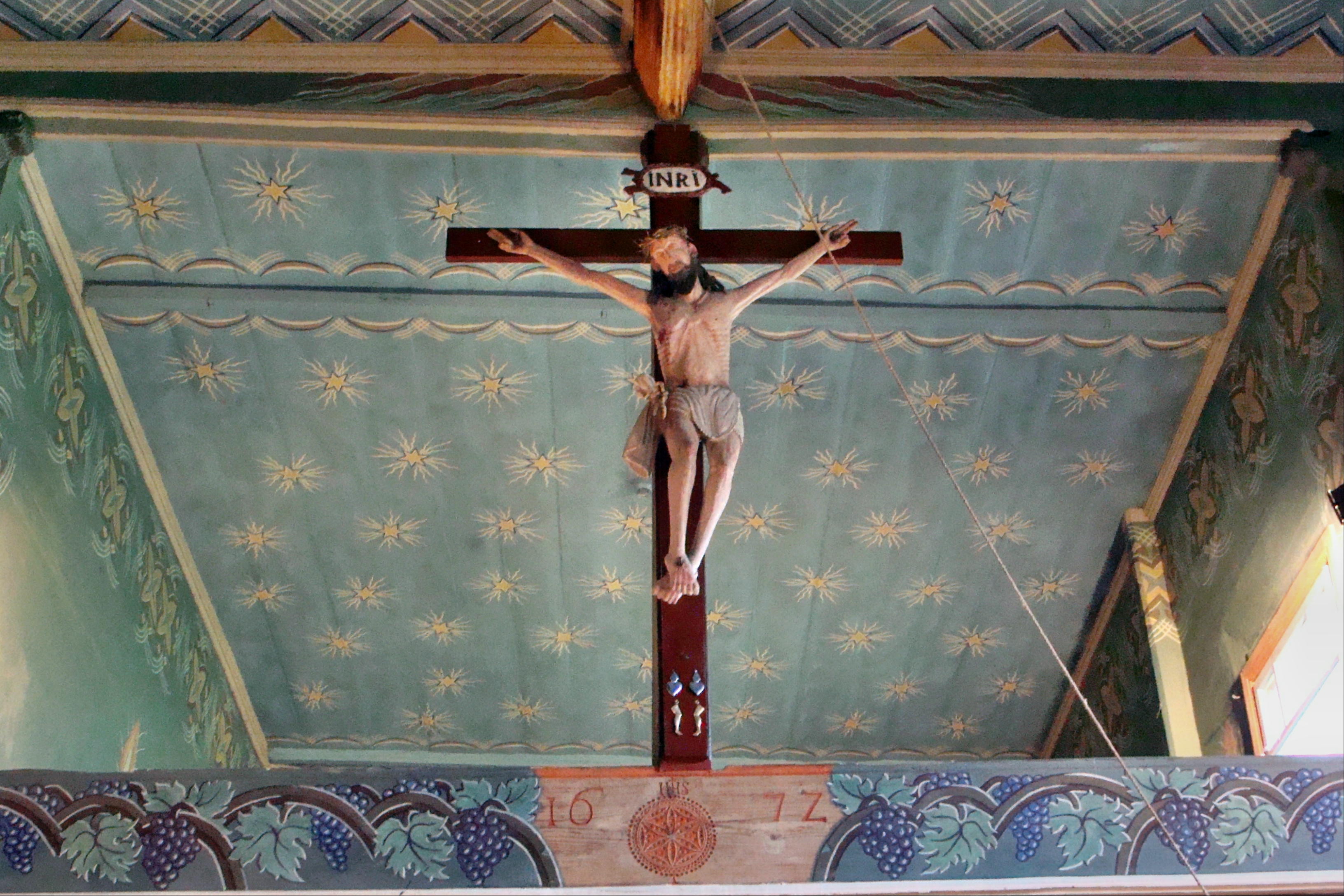
Wnętrze kościoła
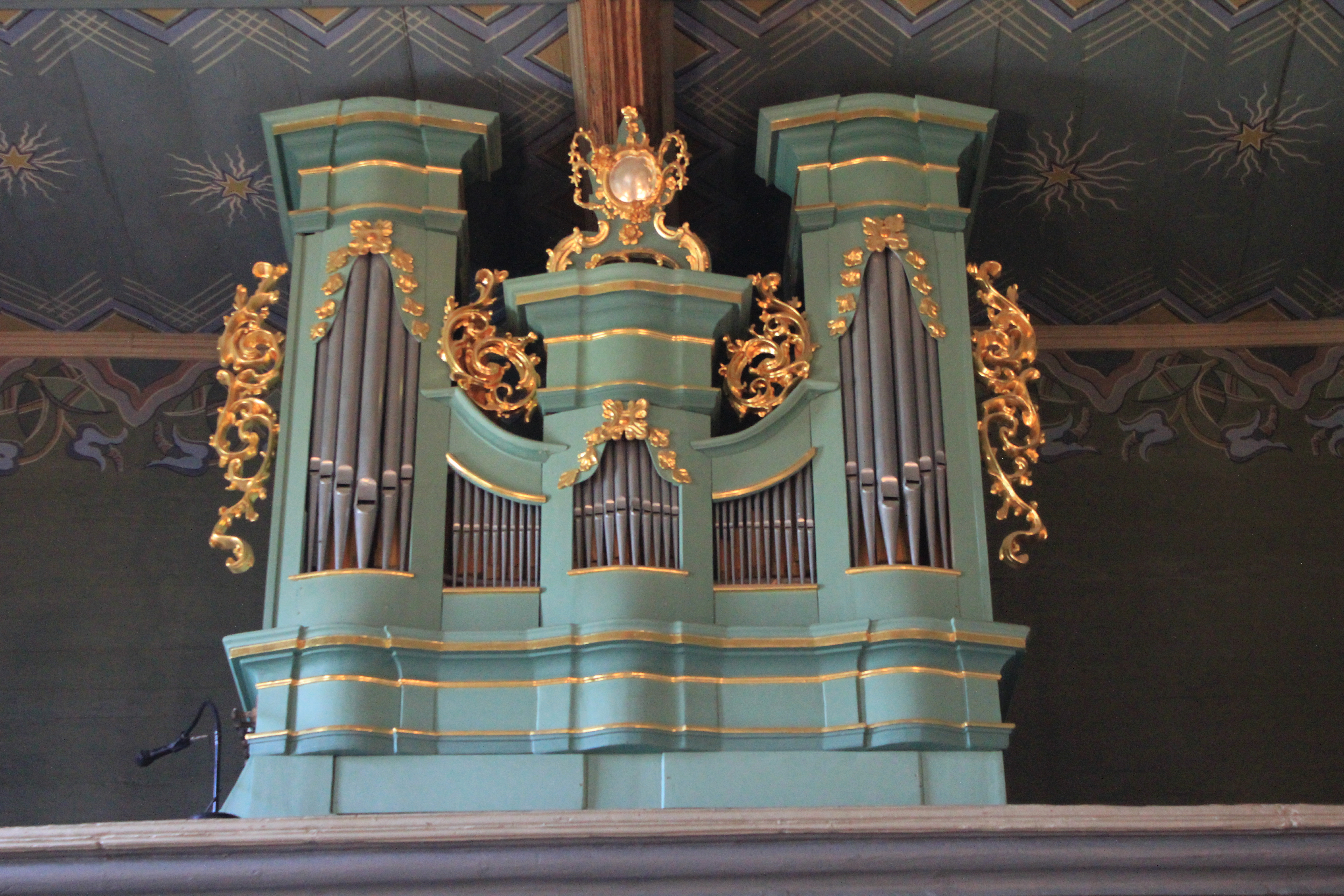
Organy
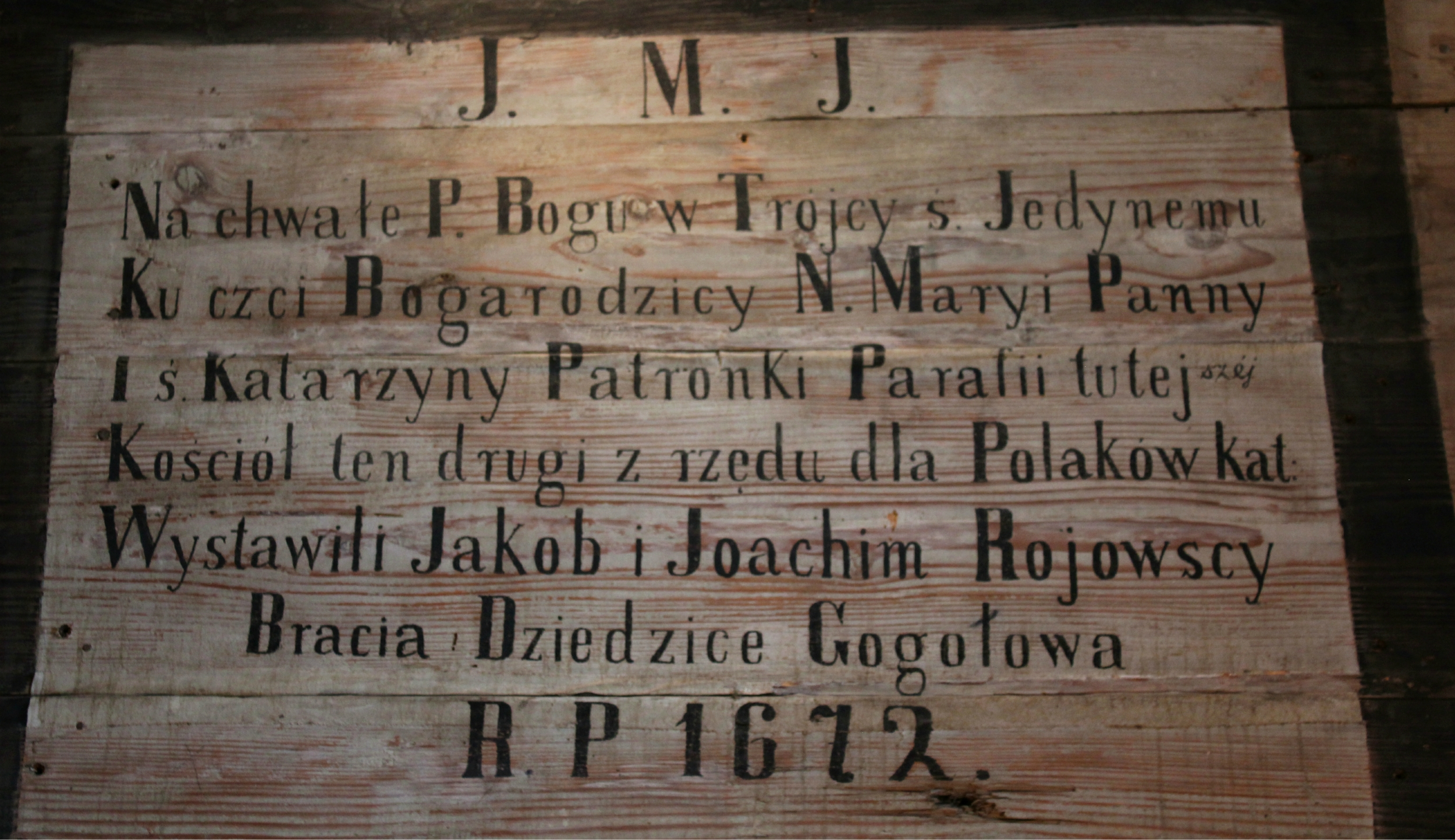
Tablica